# Amager
Amager è un'isola danese dell'Øresund, situata tra i cantoni di Kalvebod e di Drogden. La parte settentrionale è occupata da sobborghi di Copenaghen al cui centro è collegata mediante due ponti. L'isola ha in tutto circa 160 000 abitanti.